# Peter D. Hancock

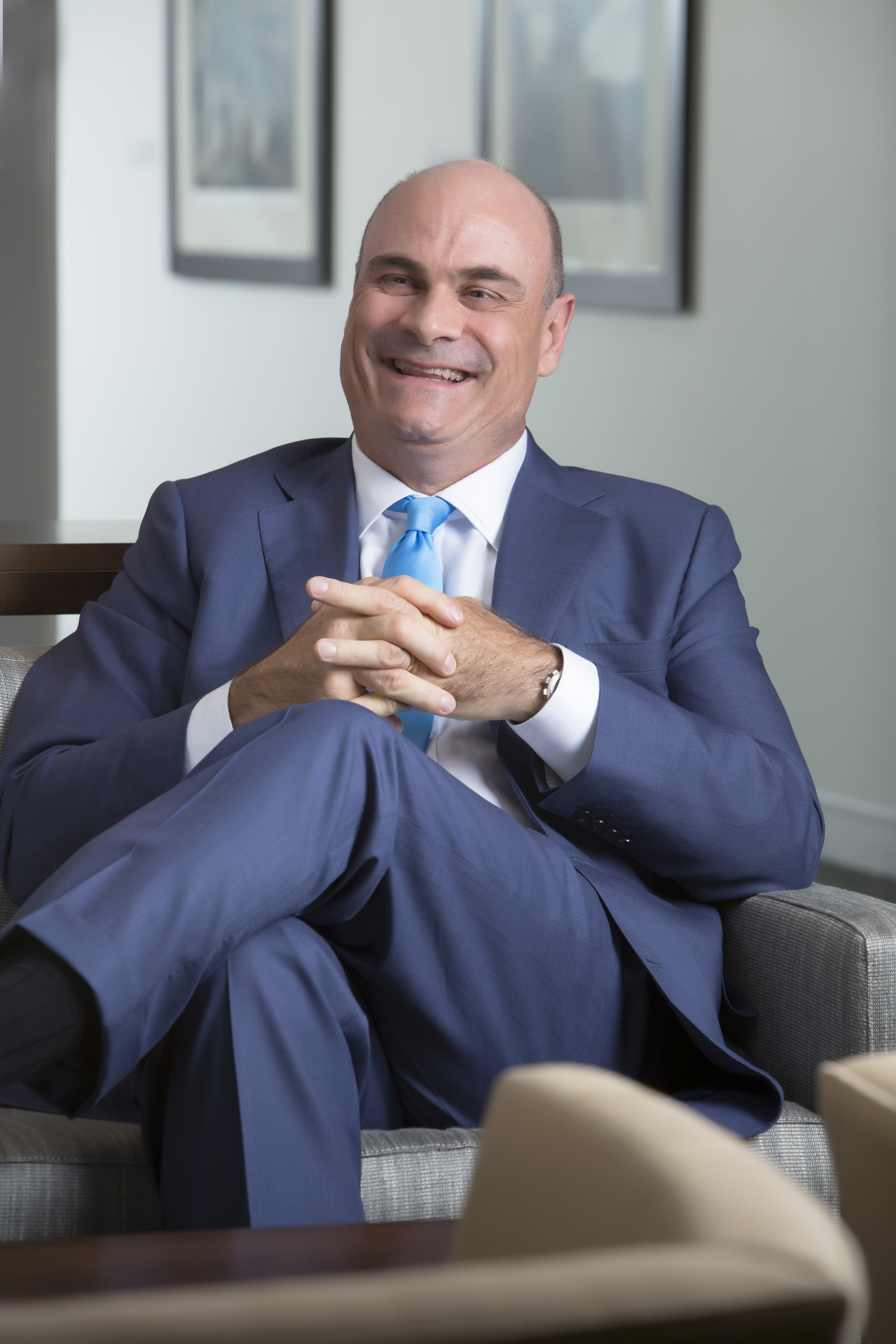
Peter D. Hancock.

Peter D. Hancock är en brittisk företagsledare som var president och vd för det amerikanska multinationella försäkringsbolaget American International Group, Inc. (AIG) mellan 2014 och 2017, efter att han föll i onåd med en del av koncernens aktieägare däribland Carl Icahn och tvingades avgå.
Hancock avlade kandidatexamen i filosofi, nationalekonomi och statsvetenskap vid Oxford University.